# Mošava

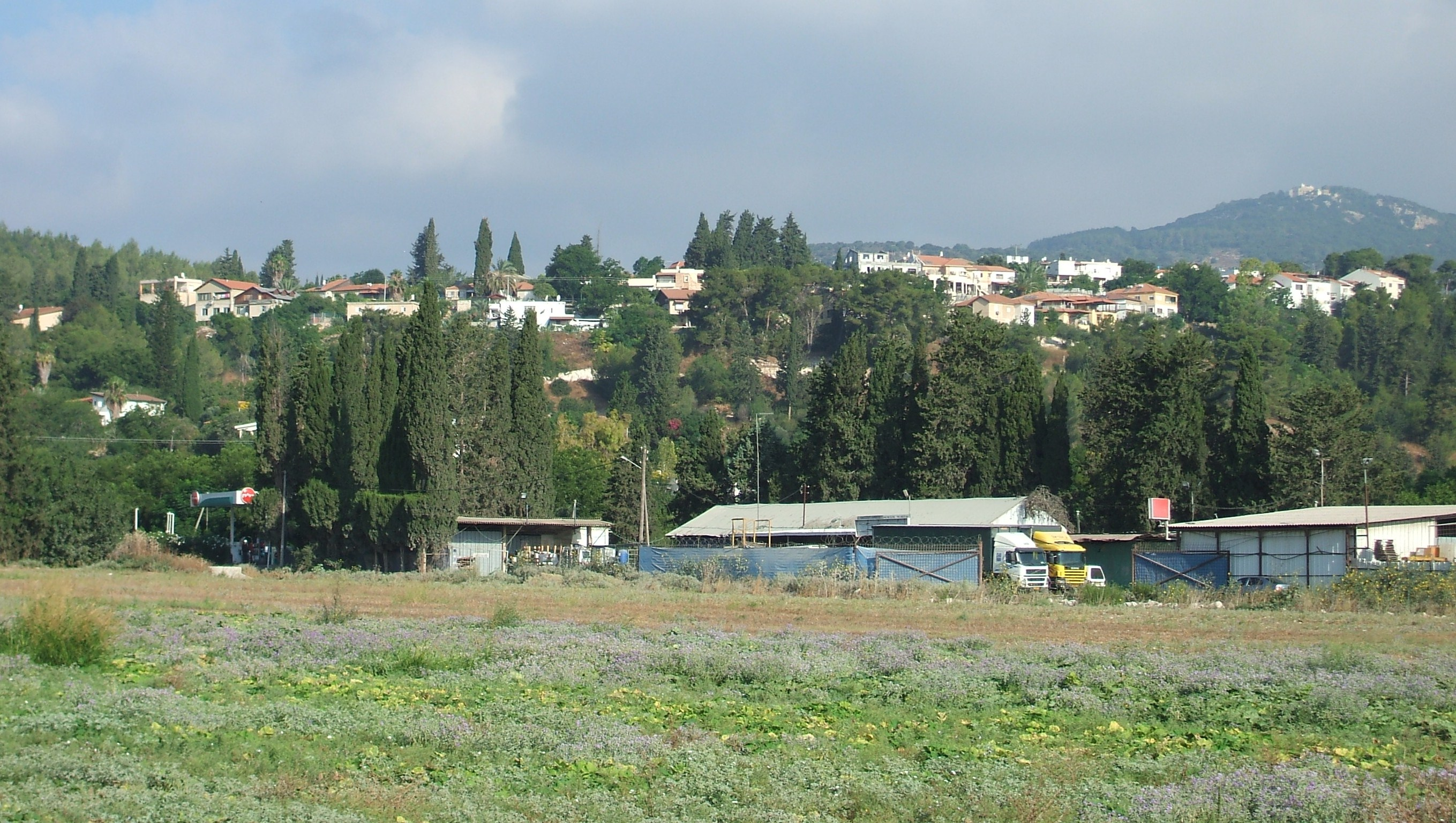
Celkový pohled na mošavu Jokne'am

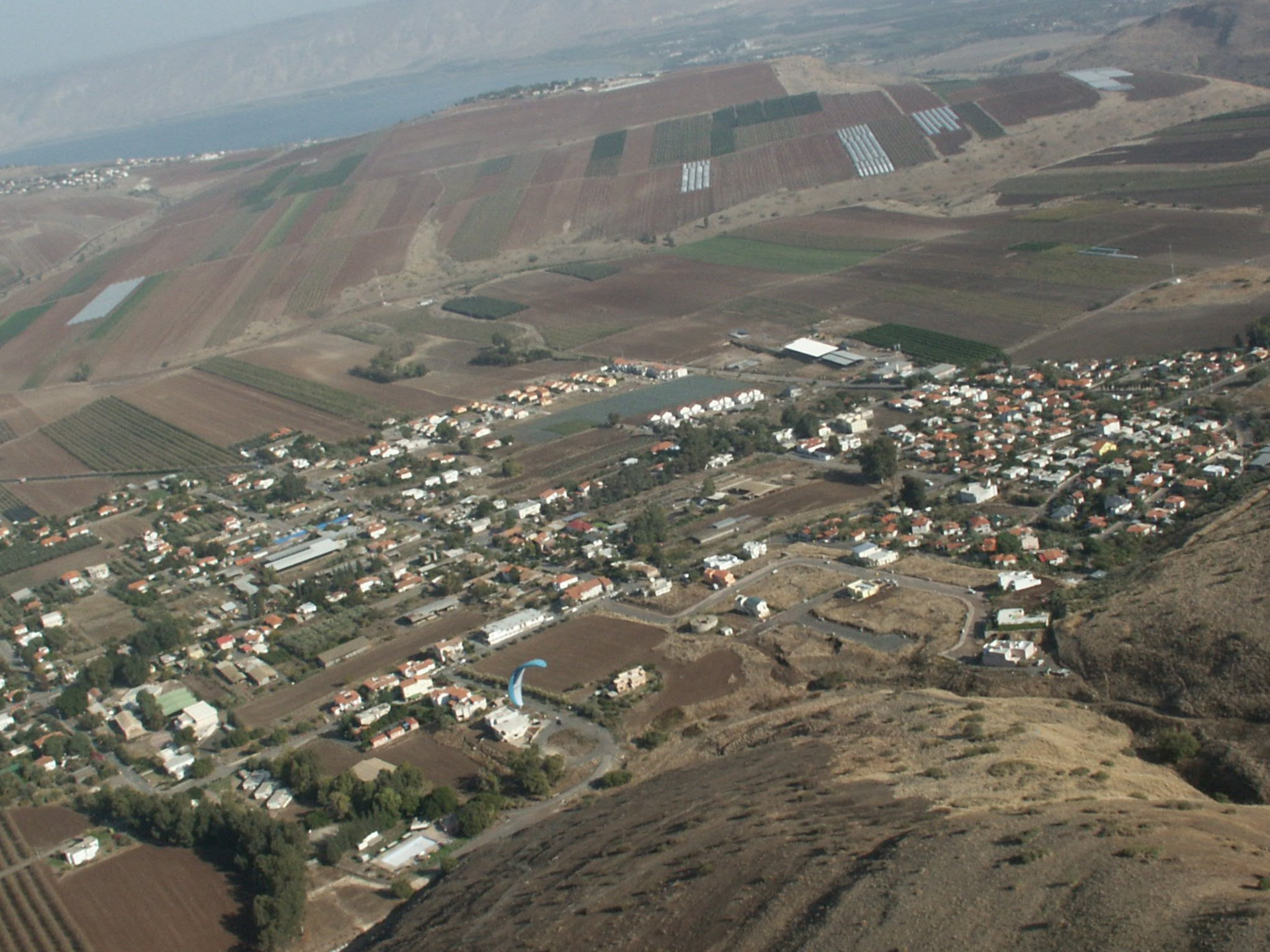
Letecký pohled na bývalou mošavu (nyní místní rada) Javne'el

Mošava (plurál Mošavot; hebrejsky מושבה‎, plurál מושבות‎, doslova „kolonie“, anglicky Moshava) je typ menšího zemědělského sídla v Izraeli. Na rozdíl od mošavů a kibuců jde o čistě individuální typ osídlení, bez kolektivních forem hospodaření.

## Dějiny
Mošavot jsou nejstarším sídelním typem novověkého židovského osidlování Palestiny. Byly zřizovány již během První aliji pro nově zakládané zemědělské osady v pobřežní nížině koncem 19. století. Jako mošava tak byly ustaveny obce Chadera, Netanja, Petach Tikva, Rišon le-Cijon nebo Rechovot. Tyto původně zemědělské vesnice se ovšem postupně během 20. století proměnily v městská sídla. Mnohé z těchto osad byly spojeny s aktivitami barona Edmonda Jamese de Rothschilda. Nejstarší z těchto prvních osad Petach Tikva je nazývána „Matkou Mošavot“. Zakládání mošavot pokračovalo až do 30. let 20. století, ale v té době začaly u nově vznikajících zemědělských sídel převládat jiné formy – mošav a kibuc. Po vzniku státu Izrael v roce 1948 nebyla mošava uznána jako oficiální forma v kategorizaci sídel. Mnohé z mošavot se tak formálně změnily na místní rady, tedy malá města. Teprve v 80. letech 20. století vznikla první nová mošava, a to vesnice Kidmat Cvi na Golanských výšinách.